# Związek Socjalistycznych Republik Radzieckich na Letnich Igrzyskach Olimpijskich 1952
Związek Socjalistycznych Republik Radzieckich na Letnich Igrzyskach Olimpijskich 1952 reprezentowało 295 zawodników (255 mężczyzn i 40 kobiet). Był to pierwszy start reprezentacji ZSRR na letnich igrzyskach olimpijskich.

## Zdobyte medale
| Medal  | Zawodnik | Dyscyplina sportowa  | Konkurencja                               |
| ------ | --- | -------------------- | ----------------------------------------- |
| Złoto  | Wiktor Czukarin | Gimnastyka           | wielobój mężczyzn                         |
| Złoto  | Wiktor Czukarin | Gimnastyka           | skok mężczyzn                             |
| Złoto  | Wiktor Czukarin | Gimnastyka           | koń z łękami mężczyzn                     |
| Złoto  | Hrant Szahinian | Gimnastyka           | kółka mężczyzn                            |
| Złoto  | Wiktor Czukarin Hrant Szahinian Jewgienij Korolkow Dmytro Leonkin Walentin Muratow Michaił Pierlman Władimir Bielakow Iosif Bierdijew                                                                                              | Gimnastyka           | wielobój drużynowy mężczyzn               |
| Złoto  | Marija Horochowśka | Gimnastyka           | wielobój kobiet                           |
| Złoto  | Jekatierina Kalinczuk | Gimnastyka           | skok kobiet                               |
| Złoto  | Nina Boczarowa | Gimnastyka           | równoważnia                               |
| Złoto  | Marija Horochowśka Nina Boczarowa Galina Minaiczewa Galina Urbanowicz Piełagieja Daniłowa Galina Szamraj Medea Dżugeli Jekatierina Kalinczuk                                                                                       | Gimnastyka           | wielobój drużynowy kobiet                 |
| Złoto  | Nina Romaszkowa | Lekkoatletyka        | rzut dyskiem kobiet                       |
| Złoto  | Galina Zybina | Lekkoatletyka        | pchnięcie kulą kobiet                     |
| Złoto  | Jurij Tiukałow | Wioślarstwo          | jedynka mężczyzn                          |
| Złoto  | Anatolij Bogdanow | Strzelectwo          | Karabin 3 postawy 300 m                   |
| Złoto  | Trofim Łomakin | Podnoszenie ciężarów | waga lekkociężka                          |
| Złoto  | Rafael Czimiszkiani | Podnoszenie ciężarów | waga piórkowa                             |
| Złoto  | Iwan Udodow | Podnoszenie ciężarów | waga kogucia                              |
| Złoto  | Boris Guriewicz | Zapasy               | 52 kg styl klasyczny                      |
| Złoto  | Jakow Punkin | Zapasy               | 62 kg styl klasyczny                      |
| Złoto  | Szazam Safin | Zapasy               | 67 kg styl klasyczny                      |
| Złoto  | Johannes Kotkas | Zapasy               | +87 kg styl klasyczny                     |
| Złoto  | Dawid Cimakuridze | Zapasy               | 79 kg styl wolny                          |
| Złoto  | Arsen Mekokiszwili | Zapasy               | +87 kg styl wolny                         |
| Srebro | Hrant Szahinian | Gimnastyka sportowa  | wielobój mężczyzn                         |
| Srebro | Hrant Szahinian | Gimnastyka sportowa  | koń z łękami mężczyzn                     |
| Srebro | Wiktor Czukarin | Gimnastyka sportowa  | poręcze mężczyzn                          |
| Srebro | Wiktor Czukarin | Gimnastyka sportowa  | kółka mężczyzn                            |
| Srebro | Jewgienij Korolkow | Gimnastyka sportowa  | koń z łękami mężczyzn                     |
| Srebro | Nina Boczarowa | Gimnastyka sportowa  | wielobój kobiet                           |
| Srebro | Marija Horochowśka | Gimnastyka sportowa  | ćwiczenia wolne kobiet                    |
| Srebro | Marija Horochowśka | Gimnastyka sportowa  | skok kobiet                               |
| Srebro | Marija Horochowśka | Gimnastyka sportowa  | poręcze kobiet                            |
| Srebro | Marija Horochowśka | Gimnastyka sportowa  | równoważnia                               |
| Srebro | Marija Horochowśka Nina Boczarowa Galina Minaiczewa Galina Urbanowicz Piełagieja Daniłowa Galina Szamraj Medea Dżugeli Jekatierina Kalinczuk                                                                                       | Gimnastyka sportowa  | ćwiczenia z przyborem drużynowo           |
| Srebro | Aleksandra Czudina | Lekkoatletyka        | rzut oszczepem kobiet                     |
| Srebro | Aleksandra Czudina | Lekkoatletyka        | skok w dal kobiet                         |
| Srebro | Władimir Kazancew | Lekkoatletyka        | 3000 m z przeszkodami                     |
| Srebro | Jurij Litujew | Lekkoatletyka        | 400 m ppł mężczyzn                        |
| Srebro | Maria Gołubnicza | Lekkoatletyka        | 80 m ppł kobiet                           |
| Srebro | Jelizawieta Bagriancewa | Lekkoatletyka        | rzut dyskiem kobiet                       |
| Srebro | Leonid Szczerbakow | Lekkoatletyka        | trójskok mężczyzn                         |
| Srebro | Boris Tokariew Lew Kalajew Lewan Sanadze Władimir Suchariew | Lekkoatletyka        | 4 × 100 m mężczyzn                        |
| Srebro | Stepas Butautas Nodar Dżordżikija Anatolij Koniew Otar Korkia Heino Kruus Ilmar Kullam Justinas Lagunavičius Joann Lõssov Aleksandr Moisiejew Jurij Ozierow Kazys Petkevičius Stanislovas Stonkus Maigonis Valdmanis Wiktor Własow | Koszykówka           | mężczyźni                                 |
| Srebro | Wiktor Miednow | Boks                 | waga lekkopółśrednia                      |
| Srebro | Siergiej Szczerbakow | Boks                 | waga półśrednia                           |
| Srebro | Heorhij Żylin Ihor Jemczuk | Wioślarstwo          | dwójka podwójna mężczyzn                  |
| Srebro | Władimir Rodimuszkin Aleksiej Komarow Igor Borisow Sława Amiragow Leonid Gissien Jewgienij Samsonow Władimir Kriukow Igor Polakow Jewgienij Brago                                                                                  | Wioślarstwo          | ósemka mężczyzn                           |
| Srebro | Boris Andriejew | Strzelectwo          | Karabin małokalibrowy leżąc 50 m          |
| Srebro | Nikołaj Saksonow | Podnoszenie ciężarów | waga piórkowa                             |
| Srebro | Jewgienij Łopatin | Podnoszenie ciężarów | waga lekka                                |
| Srebro | Grigorij Nowak | Podnoszenie ciężarów | waga półciężka                            |
| Srebro | Raszid Mamedbekow | Zapasy               | 57 kg styl wolny                          |
| Srebro | Szalwa Czichladze | Zapasy               | 87 kg styl klasyczny                      |
| Brąz   | Dmytro Leonkin | Gimnastyka sportowa  | kółka mężczyzn                            |
| Brąz   | Galina Minaiczewa | Gimnastyka sportowa  | skok kobiet                               |
| Brąz   | Aleksandr Anufrijew | Lekkoatletyka        | 10 000 m mężczyzn                         |
| Brąz   | Bruno Junk | Lekkoatletyka        | chód na 10 km mężczyzn                    |
| Brąz   | Nadieżda Chnykina-Dwaliszwili | Lekkoatletyka        | 200 m kobiet                              |
| Brąz   | Nina Dumbadze | Lekkoatletyka        | rzut dyskiem kobiet                       |
| Brąz   | Aleksandra Czudina | Lekkoatletyka        | skok wzwyż kobiet                         |
| Brąz   | Jelena Gorczakowa | Lekkoatletyka        | rzut oszczepem kobiet                     |
| Brąz   | Kławdija Toczonowa | Lekkoatletyka        | pchnięcie kulą kobiet                     |
| Brąz   | Anatolij Bułakow | Boks                 | waga musza                                |
| Brąz   | Giennadij Garbuzow | Boks                 | waga kogucia                              |
| Brąz   | Boris Tiszyn | Boks                 | waga lekkośrednia                         |
| Brąz   | Anatolij Pierow | Boks                 | waga półciężka                            |
| Brąz   | Nina Sawina | Kajakarstwo          | K-1 500 m kobiet                          |
| Brąz   | Lew Wajnsztejn | Strzelectwo          | Karabin dowolny, trzy postawy, 300 m      |
| Brąz   | Boris Andriejew | Strzelectwo          | Karabin małokalibrowy, trzy postawy, 50 m |
| Brąz   | Arkadij Worobjow | Podnoszenie ciężarów | waga lekkociężka                          |
| Brąz   | Artiom Terian | Zapasy               | 57 kg styl klasyczny                      |
| Brąz   | Nikołaj Biełow | Zapasy               | 79 kg styl klasyczny                      |

## Skład kadry

### Boks
Waga musza
- Anatolij Bułakow – bązowy medal

Waga kogucia
- Giennadij Garbuzow – bązowy medal
- Boris Stiepanow – DNS

Waga piórkowa
- Jurij Sokołow – 1. runda

Waga lekka
- Aleksandr Zasuchin – 2. runda

Waga lekkopółśrednia
- Wiktor Miednow – srebrny medal
- Gierman Łobodin – DNS

Waga półśrednia
- Siergiej Szczerbakow – srebrny medal

Waga lekkośrednia
- Boris Tiszyn – brązowy medal
- Gleb Tołstikow – DNS

Waga średnia
- Boris Silczew – 2. runda

Waga półciężka
- Anatolij Pierow – brązowy medal
- Jurij Jegorow – DNS

Waga ciężka
- Algirdas Šocikas – ćwierćfinał

### Gimnastyka

#### Mężczyźni
Wielobój indywidualnie
- Wiktor Czukarin – złoty medal
- Hrant Szahinian – srebrny medal
- Walentin Muratow – 4. miejsce
- Jewgienij Korolkow – 6. miejsce
- Władimir Bielakow – 6. miejsce
- Iosif Bierdijew – 10. miejsce
- Michaił Pierlman – 11. miejsce
- Dmytro Leonkin – 78. miejsce

Wielobój drużynowo
- Wiktor Czukarin, Hrant Szahinian, Walentin Muratow, Jewgienij Korolkow, Władimir Bielakow, Iosif Bierdijew, Michaił Pierlman, Dmytro Leonkin – złoty medal

Ćwiczenia wolne
- Hrant Szahinian – 8. miejsce
- Walentin Muratow – 11. miejsce
- Władimir Bielakow – 14. miejsce
- Iosif Bierdijew – 19. miejsce
- Dmytro Leonkin – 27. miejsce
- Wiktor Czukarin – 29. miejsce
- Jewgienij Korolkow – 35. miejsce
- Michaił Pierlman – 41. miejsce

Skok
- Wiktor Czukarin – złoty medal
- Iosif Bierdijew – 7. miejsce
- Walentin Muratow – 19. miejsce
- Dmytro Leonkin – 19. miejsce
- Władimir Bielakow – 35. miejsce
- Hrant Szahinian – 35. miejsce
- Jewgienij Korolkow – 44. miejsce
- Michaił Pierlman – 65. miejsce

Poręcze
- Wiktor Czukarin – srebrny medal
- Hrant Szahinian – 4. miejsce
- Jewgienij Korolkow – 5. miejsce
- Walentin Muratow – 8. miejsce
- Władimir Bielakow – 8. miejsce
- Iosif Bierdijew – 11. miejsce
- Michaił Pierlman – 15. miejsce
- Dmytro Leonkin – 127. miejsce

Drążek
- Wiktor Czukarin – 5. miejsce
- Walentin Muratow – 9. miejsce
- Hrant Szahinian – 14. miejsce
- Jewgienij Korolkow – 23. miejsce
- Władimir Bielakow – 23. miejsce
- Michaił Pierlman – 29. miejsce
- Iosif Bierdijew – 38. miejsce
- Dmytro Leonkin – 43. miejsce

Kółka
- Hrant Szahinian – złoty medal
- Wiktor Czukarin – srebrny medal
- Dmytro Leonkin – brązowy medal
- Walentin Muratow – 5. miejsce
- Jewgienij Korolkow – 7. miejsce
- Iosif Bierdijew – 11. miejsce
- Michaił Pierlman – 13. miejsce
- Władimir Bielakow – 14. miejsce

Koń z łękami 
- Wiktor Czukarin – złoty medal
- Hrant Szahinian – srebrny medal
- Jewgienij Korolkow – srebrny medal
- Michaił Pierlman – 4. miejsce
- Władimir Bielakow – 7. miejsce
- Iosif Bierdijew – 15. miejsce
- Walentin Muratow – 32. miejsce
- Dmytro Leonkin – 164. miejsce

#### Kobiety
Wielobój indywidualnie
- Marija Horochowśka – złoty medal
- Nina Boczarowa – srebrny medal
- Galina Minaiczewa – 4. miejsce
- Galina Urbanowicz – 5. miejsce
- Piełagieja Daniłowa – 7. miejsce
- Galina Szamraj – 8. miejsce
- Medea Dżugeli – 9. miejsce
- Jekatierina Kalinczuk – 13. miejsce

Wielobój drużynowo
- Marija Horochowśka, Nina Boczarowa, Galina Minaiczewa, Galina Urbanowicz, Piełagieja Daniłowa, Galina Szamraj, Medea Dżugeli, Jekatierina Kalinczuk – złoty medal

Świczenia z przyborem drużynowo 
- Marija Horochowśka, Nina Boczarowa, Galina Minaiczewa, Galina Urbanowicz, Piełagieja Daniłowa, Galina Szamraj, Medea Dżugeli, Jekatierina Kalinczuk – srebrny medal

Ćwiczenia wolne
- Marija Horochowśka – złoty medal
- Nina Boczarowa – srebrny medal
- Galina Minaiczewa – 4. miejsce
- Galina Urbanowicz – 5. miejsce
- Piełagieja Daniłowa – 7. miejsce
- Galina Szamraj – 8. miejsce
- Medea Dżugeli – 9. miejsce
- Jekatierina Kalinczuk – 13. miejsce

Skok
- Jekatierina Kalinczuk – złoty medal
- Marija Horochowśka – srebrny medal
- Galina Minaiczewa – brązowy medal
- Medea Dżugeli – 4. miejsce
- Galina Urbanowicz – 5. miejsce
- Nina Boczarowa – 6. miejsce
- Piełagieja Daniłowa – 12. miejsce
- Galina Szamraj – 23. miejsce

Poręcze
- Marija Horochowśka – srebrny medal
- Nina Boczarowa – 4. miejsce
- Piełagieja Daniłowa – 4. miejsce
- Galina Szamraj – 7. miejsce
- Galina Minaiczewa – 8. miejsce
- Medea Dżugeli – 9. miejsce
- Jekatierina Kalinczuk – 10. miejsce
- Galina Urbanowicz – 12. miejsce

Równoważnia
- Nina Boczarowa – złoty medal
- Marija Horochowśka – srebrny medal
- Galina Urbanowicz – 5. miejsce
- Galina Szamraj – 8. miejsce
- Piełagieja Daniłowa – 9. miejsce
- Galina Minaiczewa – 10. miejsce
- Medea Dżugeli – 15. miejsce
- Jekatierina Kalinczuk – 18. miejsce

### Jeździectwo
Ujeżdżenie indywidualne
- Władimir Raspopow – 19. miejsce
- Wasilij Tichonow – 24. miejsce
- Nikołaj Sitko – 25. miejsce

Ujeżdżenie indywidualne
- Władimir Raspopow, Wasilij Tichonow, Nikołaj Sitko – 7. miejsce

WKKW indywidualnie
- Walerian Kujbyszew – 10. miejsce
- Jurij Andriejew – DNF
- Boris Liłow – DNF

WKKW drużynowo
- Walerian Kujbyszew, Jurij Andriejew, Boris Liłow – DNF

Skoki przez przeszkody indywidualnie
- Michaił Własow – 43. miejsce
- Nikołaj Szelenkow – 46. miejsce
- Gawriił Budionny – 47. miejsce

Skoki przez przeszkody drużynowo
- Michaił Własow, Nikołaj Szelenkow, Gawriił Budionny – 14. miejsce

### Kajakarstwo

#### Mężczyźni
K-1 1000 m
- Lew Nikitin – 8. miejsce

K-2 1000 m
- Anatolij Troszenkow, Igor Kuzniecow – odpadli w eliminacjach

K-1 10 000 m
- Iwan Sotnikow – 7. miejsce

K-2 10 000 m
- Igor Fieoktistow, Nikołaj Tietiorkin – 10. miejsce

C-1 1000 m
- Władimir Kotyriew – 8. miejsce

C-2 1000 m
- Aleksandr Krasawin, Siergiej Czumakow – odpadli w eliminacjach

C-1 10 000 m
- Pawieł Charin – 10. miejsce

C-2 10 000 m
- Walentin Oriszczenko, Nikołaj Pieriewozczikow – 4. miejsce

#### Kobiety
K-1 500 m
- Nina Sawina – brązowy medal

### Kolarstwo
Wyścig ze startu wspólnego
- Jewgienij Klewcow – 40. miejsce
- Anatolij Kolesow – DNF
- Władimir Kriuczkow – DNF
- Nikołaj Bobarenko – DNF

Drużynowa jazda na czas
- Jewgienij Klewcow, Anatolij Kolesow, Władimir Kriuczkow, Nikołaj Bobarenko – DNF

Sprint
- Otar Dadunaszwili – odpadł w eliminacjach

1 km
- Lew Cypurski – 12. miejsce

Wyścig drużynowy na dochodzenie 
- Wiktor Mieszkow, Wasilij Fiedin, Nikołaj Matwiejew, Walentin Michajłow – odpadli w eliminacjach

### Koszykówka
Mężczyźni
- Stepas Butautas, Nodar Dżordżikija, Anatolij Koniew, Otar Korkia, Heino Kruus, Ilmar Kullam, Justinas Lagunavičius, Joann Lõssov, Aleksandr Moisiejew, Jurij Ozierow, Kazys Petkevičius, Stanislovas Stonkus, Maigonis Valdmanis, Wiktor Własow – srebrny medal

### Lekkoatletyka

#### Mężczyźni
100 m
- Władimir Suchariew — 5. miejsce
- Michaił Kazancew — odpadł w eliminacjach
- Lewan Sanadze — odpadł w eliminacjach

200 m
- Władimir Suchariew — odpadł w eliminacjach
- Lewan Sanadze — odpadł w eliminacjach
- Fieodosij Gołubiew — DNS

400 m
- Ardalion Ignatjew — odpadł w eliminacjach
- Jurij Litujew — odpadł w eliminacjach
- Edmunds Pīlāgs — odpadł w eliminacjach

800 m
- Petro Czewhun — odpadł w eliminacjach
- Giennadij Modoj — odpadł w eliminacjach
- Gieorgij Iwakin — odpadł w eliminacjach

1500 m
- Mihail Velsvebel — odpadł w eliminacjach
- Mykoła Bełokurow — odpadł w eliminacjach
- Nikołaj Kuczurin — odpadł w eliminacjach

5000 m
- Aleksandr Anufrijew — 10. miejsce
- Nikifor Popow — odpadł w eliminacjach
- Iwan Siemionow — odpadł w eliminacjach

10 000 m
- Aleksandr Anufrijew — brązowy medal
- Iwan Pożydajew — 9. miejsce
- Nikifor Popow — 11. miejsce

Maraton
- Jakow Moskaczenkow — 20. miejsce
- Fieodosij Wanin — 27. miejsce
- Grigorij Suczkow — 28. miejsce

110 m przez płotki
- Jewhen Bułanczyk — 4. miejsce
- Siergiej Popow — odpadł w półfinale

400 m przez płotki
- Jurij Litujew — srebrny medal
- Anatolij Julin — 4. miejsce
- Timofiej Łuniow — odpadł w eliminacjach

3000 m przez przeszkody
- Władimir Kazancew — srebrny medal
- Michaił Sałtykow — 7. miejsce
- Fiodor Marulin — odpadł w eliminacjach

4 × 100 m
- Boris Tokariew, Lew Kalajew, Lewan Sanadze, Władimir Suchariew — srebrny medal

4 × 400 m
- Ardalion Ignatjew, Giennadij Slepniow, Edmunds Pīlāgs, Jurij Litujew — odpadli w eliminacjach

Chód na 10 km
- Bruno Junk — brązowy medal
- Iwan Jarmysz — 6. miejsce
- Pēteris Zeltiņš — odpadł w eliminacjach

Chód na 50 km
- Siergiej Łobastow — 5. miejsce
- Władimir Uchow — 6. miejsce
- Pawieł Kazankow — 23. miejsce

Skok wzywż
- Jurij Ilasow — 13. miejsce
- Jewhen Wansowycz — 28. miejsce
- Oleg Mamonow — DNS

Skoko o tyczce
- Petro Denysenko — 4. miejsce
- Wołodymyr Brażnyk — 7. miejsce
- Wiktor Kniaziew — 8. miejsce

Skok w dal
- Leonid Grigorjew — 6. miejsce
- Nikołaj Andriuszczenko — odpadł w eliminacjach
- Chandadasz Madatow — odpadł w eliminacjach

Trójskok
- Leonid Szczerbakow — srebrny medal
- Władimir Filippow — odpadł w eliminacjach

Pchnięcie kulą
- Oto Grigalka — 4. miejsce
- Gieorgij Fiodorow — 7. miejsce

Rzut dyskiem
- Oto Grigalka — 6. miejsce
- Boris Matwiejew — 10. miejsce
- Boris Butienko — 11. miejsce

Rzut młotem
- Mykoła Redkin — 5. miejsce
- Heorhij Dybenko — 8. miejsce
- Michaił Kriwonosow — DNS

Rzut oszczepem
- Wiktor Cybułenko — 4. miejsce
- Władimir Kuzniecow — 6. miejsce
- Jurij Szczerbakow — 13. miejsce

Dziesięciobój
- Władimir Wołkow — 4. miejsce
- Siergiej Kuzniecow — 10. miejsce
- Piotr Kożewnikow — DNF

#### Kobiety
100 m
- Nadieżda Chnykina-Dwaliszwili — odpadła w eliminacjach
- Wira Krepkina — odpadła w eliminacjach
- Irina Turowa — odpadła w eliminacjach

200 m
- Nadieżda Chnykina-Dwaliszwili — brązowy medal
- Jewgienija Sieczenowa — odpadła w eliminacjach
- Fłora Kazancewa — odpadła w eliminacjach

80 m przez płotki
- Maria Gołubnicza — srebrny medal
- Elene Gokieli — odpadła w eliminacjach
- Anna Aleksandrowa — odpadła w eliminacjach

4 × 100 m
- Irina Turowa, Jewgienija Sieczenowa, Nadieżda Chnykina-Dwaliszwili, Wira Krepkina — 4. miejsce

Skok wzywż
- Aleksandra Czudina — brązowy medal
- Nina Kossowa — 7. miejsce
- Galina Ganeker — 11. miejsce

Skok w dal
- Aleksandra Czudina — srebrny medal
- Nina Tiurkina — 6. miejsce
- Walentina Litujewa — 11. miejsce

Pchnięcie kulą
- Galina Zybina — złoty medal
- Kławdija Toczonowa — brązowy medal
- Tamara Tyszkiewicz — 4. miejsce

Rzut dyskiem
- Nina Romaszkowa — złoty medal
- Jelizawieta Bagriancewa — srebrny medal
- Nina Dumbadze — brązowy medal

Rzut oszczepem
- Aleksandra Czudina — srebrny medal
- Jelena Gorczakowa — brązowy medal
- Galina Zybina — 4. miejsce

### Pięciobój nowoczesny
Indywidualnie
- Igor Nowikow – 4. miejsce
- Pawieł Rakitianski – 23. miejsce
- Aleksandr Diechajew – 28. miejsce

Drużynowo
- Igor Nowikow, Pawieł Rakitianski, Aleksandr Diechajew – 5. miejsce

### Piłka nożna
Turniej mężczyzn
- Aleksandr Pietrow, Aleksandr Tieniagin, Anatolij Baszaszkin, Anatolij Iljin, Awtandil Ghoghoberidze, Awtandil Czkuaseli, Fridrich Mariutin, Igor Netto, Konstantin Bieskow, Konstantin Kriżewski, Leonid Iwanow, Walentin Nikołajew, Wasilij Trofimow, Wsiewołod Bobrow, Jurij Nyrkow, Władimir Nikanorow, Władimir Marganija, Agustín Pagola, Giorgi Antadze, Władimir Ziablikow – 9. miejsce

### Piłka wodna
Turniej mężczyzn
- Boris Gojchman, Jewgienij Siemionow, Jurij Tiepłow, Lew Kokorin, Walentin Prokopow, Aleksandr Lifierienko, Petre Mszwenieradze, Jurij Szlapin, Witalij Uszakow, Anatolij Jegorow – 7. miejsce

### Pływanie

#### Mężczyźni
100 m stylem dowolnym
- Lew Bałandin – 11. miejsce
- Endel Edasi – 18. miejsce
- Władimir Skomarowski – 24. miejsce

400 m stylem dowolnym
- Wiktor Drobinski – 28. miejsce
- Anatolij Raznoczincew – 29. miejsce
- Jurij Szlapin – DNS

1500 m stylem dowolnym
- Władimir Ławrinienko – 16. miejsce
- Endel Press – 16. miejsce
- Walentin Prokopow – DNS

4 × 200 m stylem dowolnym
- Wiktor Drobinski, Wasilij Karmanow, Leonid Mieszkow, Lew Bałandin – 10. miejsce

100 m stylem grzbietowym
- Wiktor Sołowjow – 10. miejsce
- Władimir Łopatin – 25. miejsce
- Leonid Sagajduk – 26. miejsce

200 m stylem klasycznym
- Władimir Borisienko – 16. miejsce
- Jurij Kurczaszow – 26. miejsce
- Piotr Skripczenkow – 26. miejsce

#### Kobiety
200 m stylem klasycznym
- Marija Hawrysz – 6. miejsce
- Wiera Kostina – 20. miejsce
- Roza Zienziwiejewa – 23. miejsce

### Podnoszenie ciężarów
- Iwan Udodow – złoty medal, waga kogucia
- Rafael Czimiszkiani – złoty medal, waga piórkowa
- Nikołaj Saksonow – srebrny medal, waga piórkowa
- Jewgienij Łopatin – srebrny medal, waga lekka
- Trofim Łomakin – złoty medal, waga lekkociężka
- Arkadij Worobjow – brązowy medal, waga lekkociężka
- Grigorij Nowak – srebrny medal, waga półciężka

### Skoki do wody

#### Mężczyźni
Trampolina 3 m
- Roman Brener – 5. miejsce
- Aleksiej Żygałow – 8. miejsce
- Giennadij Udałow – 13. miejsce

Wieża 10 m
- Aleksandr Bakatin – 7. miejsce
- Roman Brener – 8. miejsce
- Michaił Czaczba – 17. miejsce

#### Kobiety
Trampolina 3 m
- Niniel Krutowa – 4. miejsce
- Lubow Żygałowa – 6. miejsce
- Walentina Czumiczewa – odpadła w eliminacjach

Wieża 10 m
- Tatjana Wierieina – 6. miejsce
- Jewgienija Bogdanowska – 8. miejsce
- Niniel Krutowa – 14. miejsce

### Strzelectwo
Pistolet szybkostrzelny 25 m
- Wasilij Frołow – 8. miejsce
- Wasilij Nowikow – 11. miejsce

Pistolet dowolny, 50 m
- Konstantin Martazow – 4. miejsce
- Lew Wajnsztejn – 5. miejsce

Karabin dowolny 3 postawy 300 m
- Anatolij Bogdanow – złoty medal
- Lew Wajnsztejn – brązowy medal

Karabin małokalibrowy leżąc 50 m
- Boris Andriejew – srebrny medal
- Piotr Awiłow – 24. miejsce

Karabin małokalibrowy 3 postawy 50 m
- Boris Andriejew – brązowy medal
- Piotr Awiłow – 5. miejsce

Runda pojedyncza i podwójna do sylwetki jelenia, 100 m
- Piotr Nikołajew – 7. miejsce
- Władimir Siewriugin – 8. miejsce

Trap
- Iwan Isajew – 10. miejsce
- Jurij Nikandrow – 15. miejsce

### Szermierka

#### Mężczyźni
Floret
- Jułen Urałow – odpadł w eliminacjach
- German Bokun – odpadł w eliminacjach
- Mark Midler – odpadł w eliminacjach

Floret drużynowo
- Iwan Komarow, Jułen Urałow, German Bokun, Mark Midler – odpadli w eliminacjach

Szpada
- Jurij Deksbach – odpadł w eliminacjach
- Lew Sajczuk – odpadł w eliminacjach
- Juozas Udras – odpadł w eliminacjach

Szpada drużynowo
- Gienrich Bułgakow, Juozas Udras, Lew Sajczuk, Jurij Deksbach, Akaki Meipariani – odpadli w eliminacjach

Szabla
- Iwan Manajenko – odpadł w eliminacjach
- Boris Bielakow – odpadł w eliminacjach
- Lew Kuzniecow – odpadł w eliminacjach

Szabla drużynowo
- Iwan Manajenko, Mark Midler, Władimir Wyszpolski, Lew Kuzniecow, Boris Bielakow – odpadli w eliminacjach

#### Kobiety
Floret
- Apollinarija Płechanowa – odpadła w eliminacjach
- Nadieżda Szytikowa – odpadła w eliminacjach
- Anna Ponomariowa – odpadła w eliminacjach

### Wioślarstwo
Jedynka mężczyzn
- Jurij Tiukałow – złoty medal

Dwójka podwójna mężczyzn
- Heorhij Żylin, Ihor Jemczuk – srebrny medal

Dwójka bez sternika mężczyzn
- Michaił Płaksin, Wasilij Bagriecow – odpadli w eliminacjach

Dwójka ze sternikiem mężczyzn
- Jewgienij Morozow, Wiktor Szewczenko, Michaił Prudnikow – odpadli w eliminacjach

czwórka bez sternika mężczyzn
- Leonid Zacharow, Jurij Rogozow, Iwan Makarow, Władimir Kirsanow – odpadli w eliminacjach

czwórka ze sternikiem mężczyzn
- Kiriłł Putyrski, Jewgienij Trietnikow, Gieorgij Guszczenko, Boris Fiodorow, Boris Brieczko – odpadli w eliminacjach

ósemka mężczyzn
- Władimir Rodimuszkin, Aleksiej Komarow, Igor Borisow, Sława Amiragow, Leonid Gissien, Jewgienij Samsonow, Władimir Kriukow, Igor Polakow, Jewgienij Brago – srebrny medal

### Zapasy
- Boris Guriewicz – złoty medal, 52 kg styl klasyczny
- Artiom Terian – brązowy medal, 57 kg styl klasyczny
- Jakow Punkin – złoty medal, 62 kg styl klasyczny
- Szazam Safin – złoty medal, 67 kg styl klasyczny
- Siemion Maruszkin – 4. miejsce, 73 kg styl klasyczny
- Nikołaj Biełow – brązowy medal, 79 kg styl klasyczny
- Szalwa Czichladze – srebrny medal, 87 kg styl klasyczny
- Johannes Kotkas – złoty medal, +87 kg styl klasyczny
- Georgij Sajadow – 4. miejsce, 52 kg styl wolny
- Raszid Mamedbekow – srebrny medal, 57 kg styl wolny
- Ibrahim Dadaszew – DNF, 62 kg styl wolny
- Aram Jaltyrjan – 4. miejsce, 67 kg styl wolny
- Wasyl Rybałko – DNF, 73 kg styl wolny
- Dawid Cimakuridze – złoty medal, 79 kg styl wolny
- August Englas – 4. miejsce, 87 kg styl wolny
- Arsen Mekokiszwili – złoty medal, +87 kg styl wolny

### Żeglarstwo
Klasa Finn
- Piotr Gorielikow – 12. miejsce

Klasa Star
- Aleksandr Czumakow, Konstantin Mielgunow – 17. miejsce

Klasa Dragon
- Andriej Mazowka, Iwan Matwiejew, Jurij Gołubiew – 15. miejsce

Klasa 5,5 m
- Konstantin Aleksandrow, Lew Aleksiejew, Pawieł Pankraszkin – 16. miejsce

Klasa 6 m
- Boris Łobaszkow, Fiodor Szutkow, Kiriłł Kożewnikow, Nikołaj Matwiejew, Nikołaj Jermakow – 11. miejsce